# 삼성 갤럭시 A35 5G
삼성 갤럭시 A35 5G(영어: Samsung Galaxy A35 5G)는 삼성전자가 갤럭시 A 시리즈의 일부로 개발하고 제조한 보급형 안드로이드 기반 스마트폰이다. 이 장치는 2024년 3월에 발표되었다. 2024년 6월 21일에 출시되었다.